# Militärmusik Burgenland

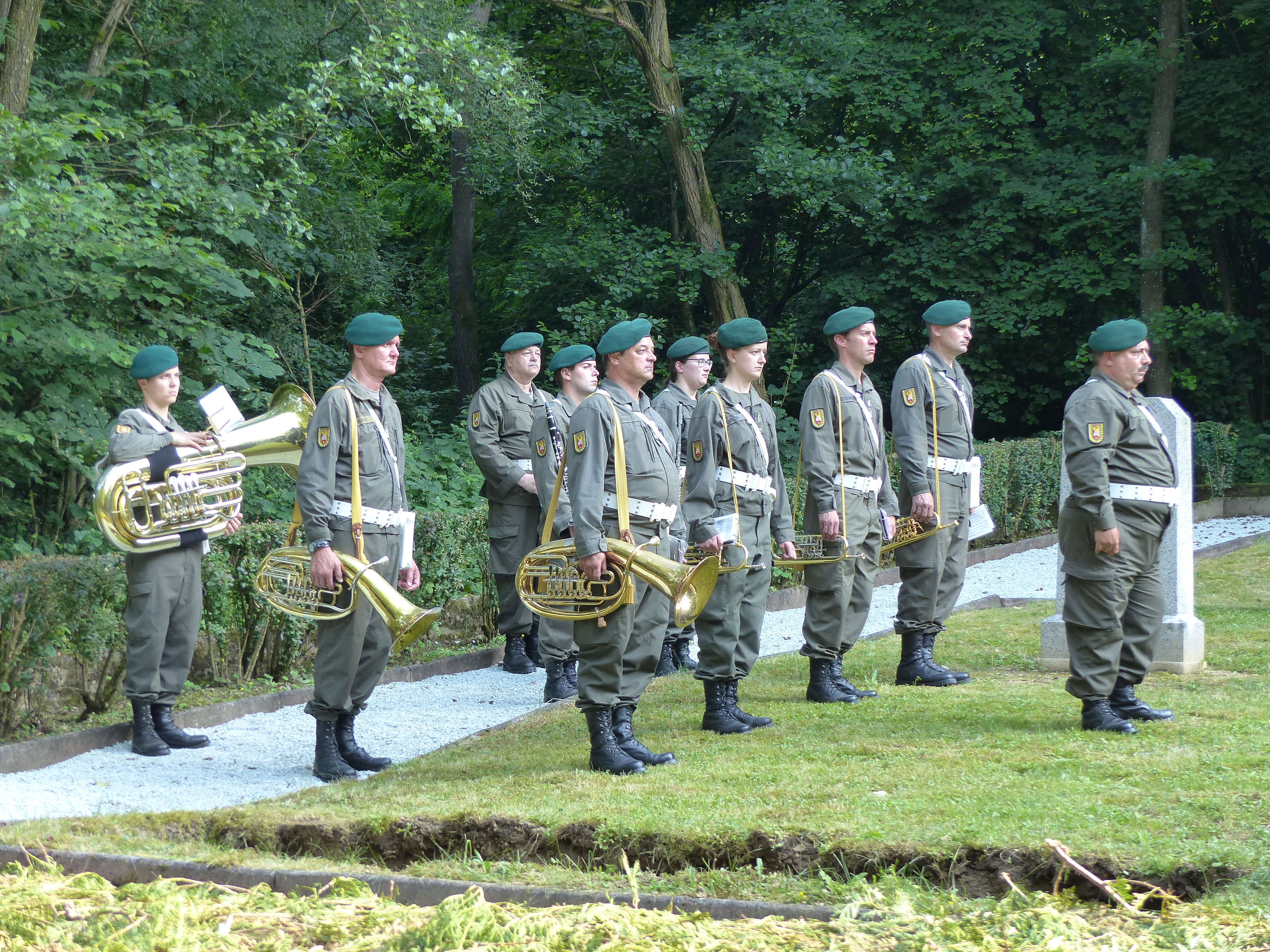
Oberst Hans Miertl mit einer Abordnung der Militärmusik Burgenland auf dem sowjetischen Soldatenfriedhof in Oberwart

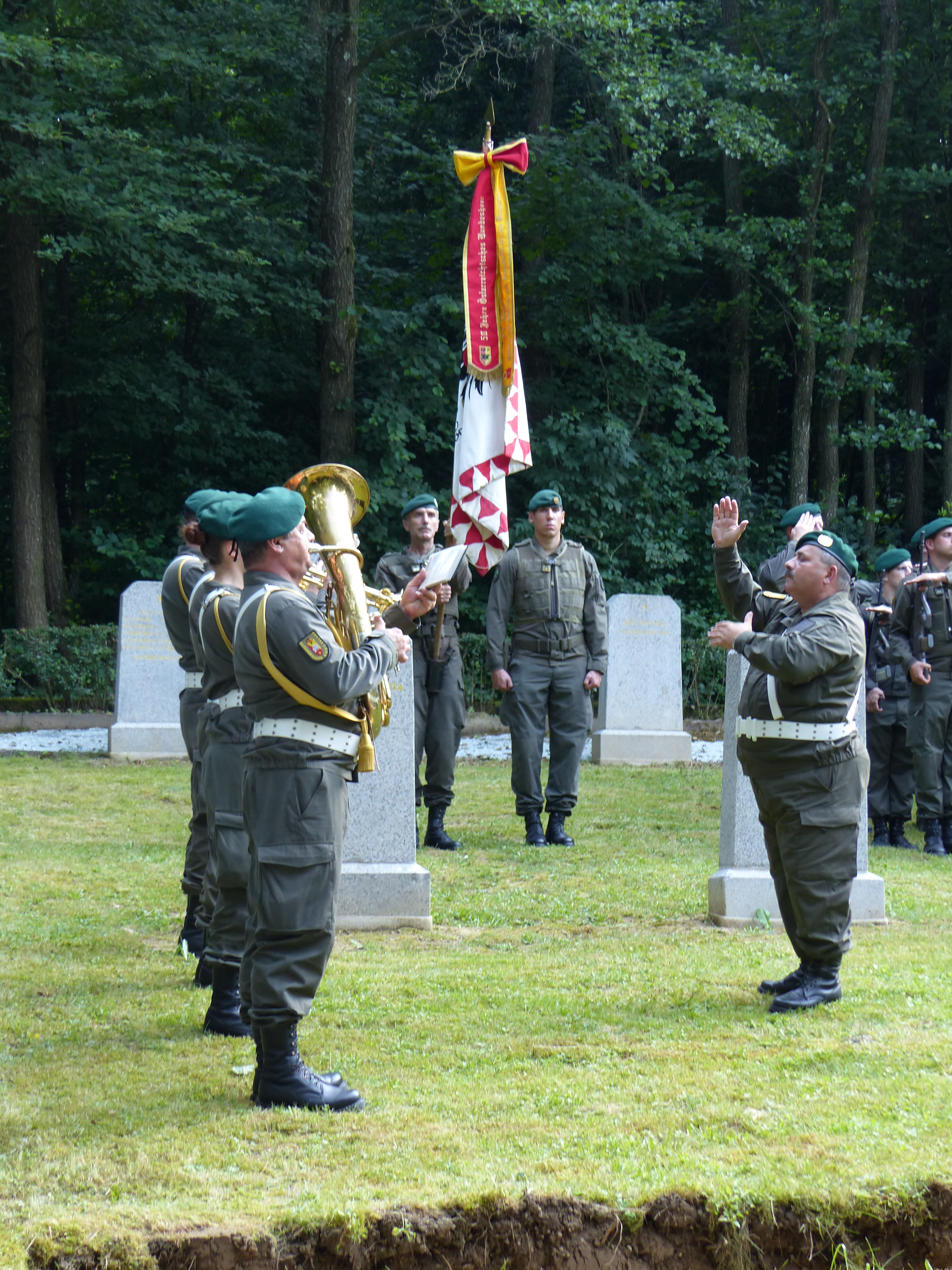
Oberst Hans Miertl dirigiert Der gute Kamerad bei der Beisetzung exhumierter Soldaten der Roten Armee in Oberwart

Die Militärmusik Burgenland wurde im Jahr 1957 als Musikkapelle der 1. Jäger-Brigade gegründet und ist in der Martinkaserne in Eisenstadt stationiert.

## Kapellmeister und Musikmeister
Der erste Kapellmeister war Josef Kótay, er leitete die Militärmusik von 1. Jänner 1958 bis zum 30. Juni 1971. Ihm folgte am 1. Juli 1971 Johann Schadenbauer, welcher diese Funktion bis 30. November 1975 ausübte und anschließend zur Gardemusik Wien wechselte. Von 1. Juni 1978 bis 31. März 2003, also fast 25 Jahre, übte Rudolf Schrumpf, der zum Schluss den Dienstgrad des Obersts (Obst) innehatte, die Funktion des Militärkapellmeisters aus. Mit 1. April 2003 übernahm Major (Mjr) Hans Miertl, ein langjähriger Militärmusiker, die Leitung der MilMusik Burgenland. Er trägt seit 2014 den Dienstgrad des Obersts (Obst) und wird seit Dezember 2008 von Musikmeister Vizeleutnant (Vzlt) Werner Wendelin unterstützt. Frühere Musikmeister waren Leopold Linshalm (1990 bis 2008), Franz Hartmann (1971 bis 1990), 1971 der spätere Militärkapellmeister Rudolf Schrumpf und von 1957 bis 1971 Andreas Leeb.
Mit Oktober 2024 folgte Johann Kausz Hans Miertl als Kapellmeister nach.

## Auftritte
Die Militärmusik Burgenland besteht meist aus 45 bis 50 Militärmusikern, die genaue Anzahl hängt von den Einrückterminen der Rekruten ab. 
Derzeit versehen 19 Offiziere, Unteroffiziere und Chargen den Dienst als Berufssoldaten. Der Rest sind Zeitsoldaten, hier ebenfalls Chargen und Rekruten, welche 14–18 Monate beim Bundesheer verbleiben.
Die Militärmusik Burgenland absolviert jährlich ca. 150–200 Auftritte, darunter Angelobungen, Benefiz- und Jubiläumskonzerte, Bälle, Empfänge, Begräbnisse, Feiern jeglicher Art usw. Im Februar 2007 sind die Instrumente Klarinette, Flöte, Horn, Tenorhorn, Flügelhorn, Tuba, Euphonium, Posaune und Schlagwerk in der Formation vertreten. Es wurden bereits mehrere Live- und Studio-CDs veröffentlicht.

## Sonstiges

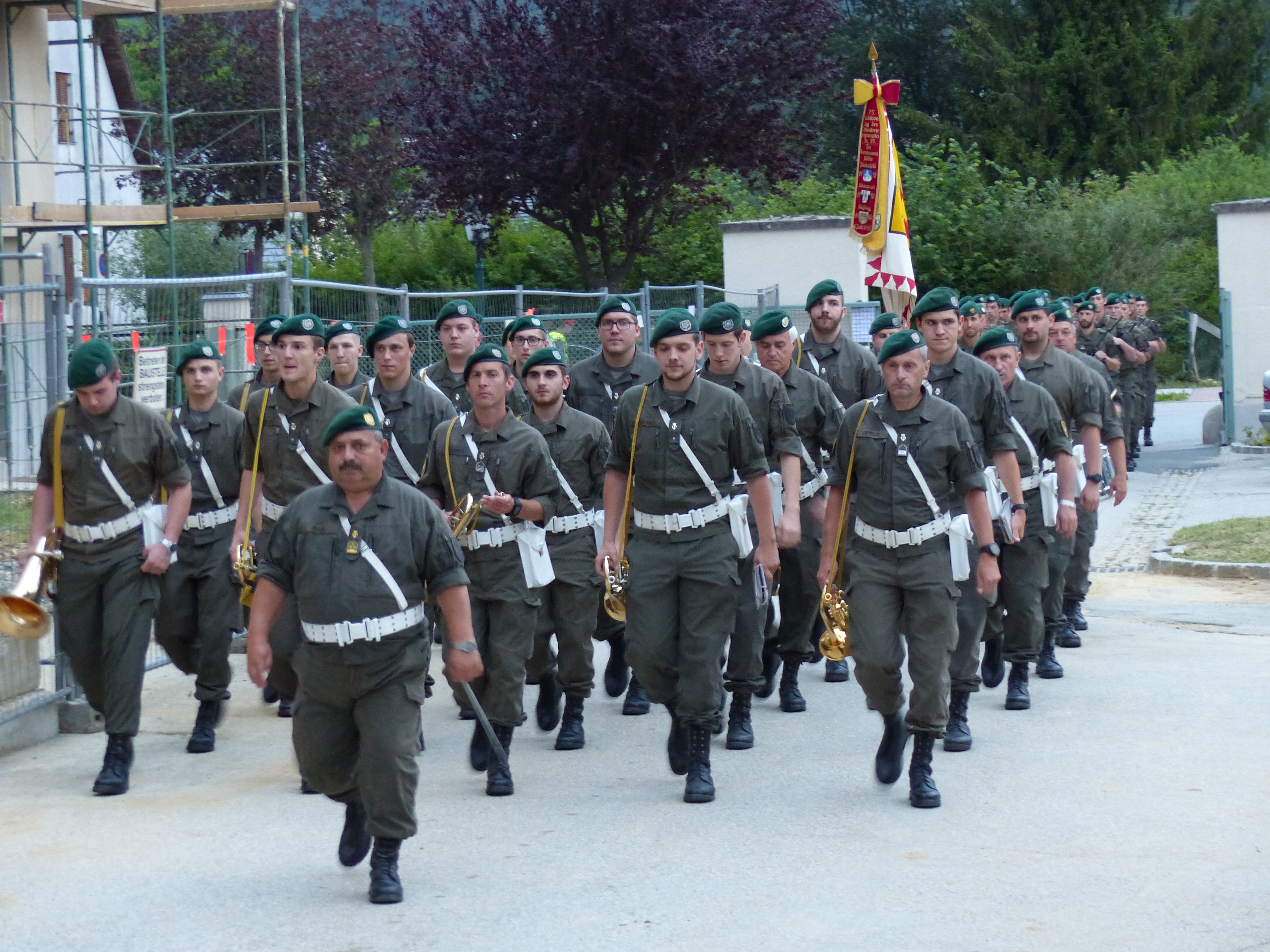
Die Militärmusik Burgenland 2017 in der ehemaligen Turba-Kaserne in Pinkafeld

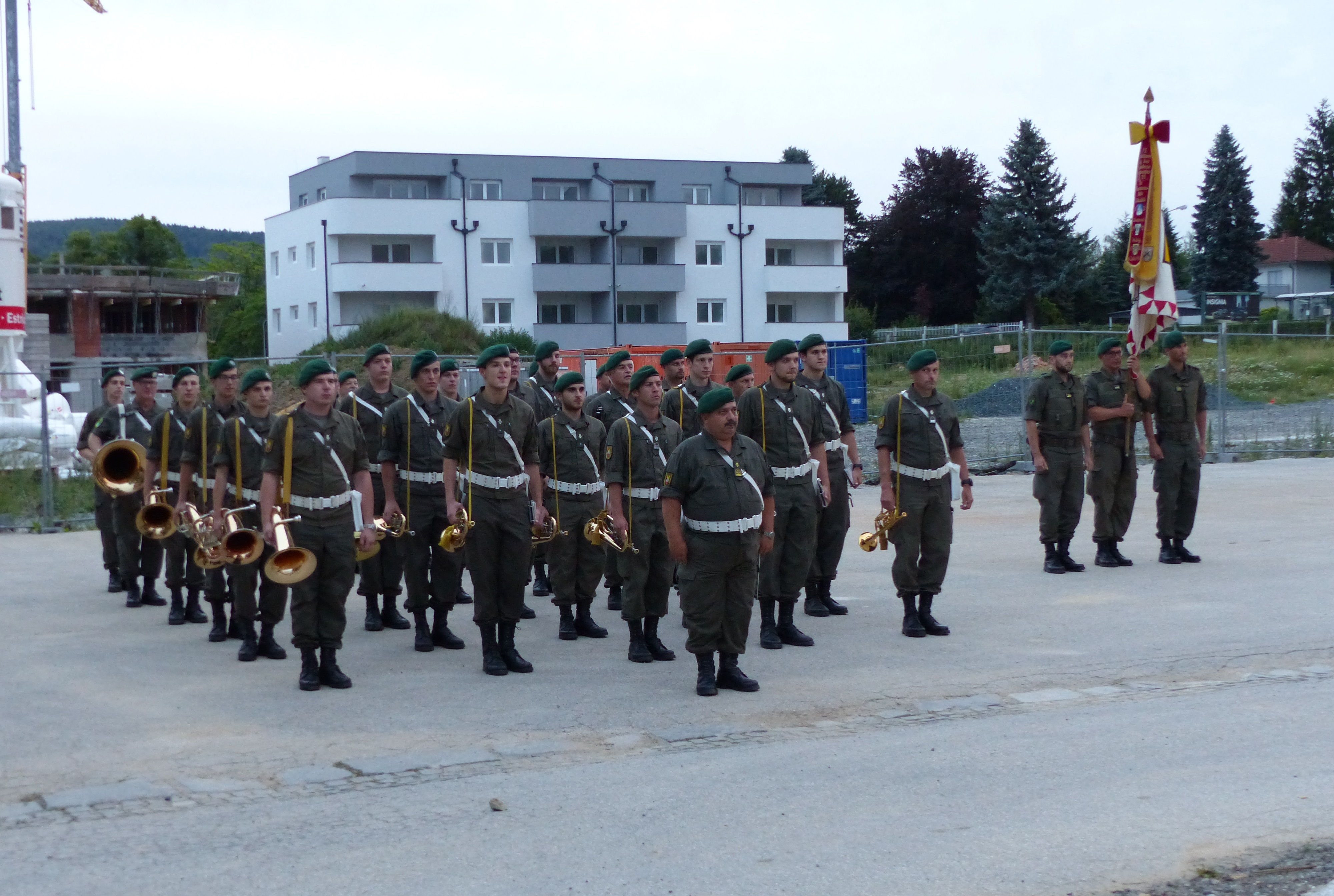
Die Militärmusik Burgenland unter Leitung von Oberst Hans Miertl in Pinkafeld

Ab Oktober 2014 wurde aus Kostengründen die Auflassung von fünf österreichischen Militärkapellen, darunter auch die Militärmusik Burgenland, diskutiert. Im Dezember 2014 einigte sich die Regierung auf ein Behalten der neun Standorte, allerdings soll das Personal reduziert werden. Statt bisher 47 soll es künftig 20 Musiker pro Bundesland geben. Im Mai 2016 beschloss die österreichische Landeshauptleutekonferenz gemeinsam mit Verteidigungsminister Hans Peter Doskozil einen Stopp der Heeresreform: die Militärmusik soll in jedem Bundesland erhalten bleiben, jede Militärmusik soll aus 43 bis 47 Musikern bestehen.